# Gustaf Heüman
Gustaf Emanuel Heüman (i riksdagen kallad '), född 18 september 1892 i Jönköpings östra församling, död 29 april 1959 i Ljungarums församling, Jönköpings län, var en svensk socialdemokratisk politiker.
Heüman var ledamot av riksdagens första kammare från 1934, invald i Jönköpings läns valkrets. Han omvaldes två gånger med en sista mandatperiod avslutad 1957. Statskalendern 1940 ger honom  yrkesbeteckningen "mätareavläsare". Heüman är begravd på Östra kyrkogården i Jönköping.